# Oxypetalum leonii
Oxypetalum leonii är en oleanderväxtart som beskrevs av J. Fontella Pereira. Oxypetalum leonii ingår i släktet Oxypetalum och familjen oleanderväxter. Inga underarter finns listade i Catalogue of Life.